# Oakthorpe
Oakthorpe – wieś w Anglii, w hrabstwie Leicestershire, w dystrykcie North West Leicestershire. Leży 28 km na zachód od miasta Leicester i 165 km na północny zachód od Londynu.